# Cuba (Missouri)
Cuba é uma cidade localizada no estado americano de Missouri, no Condado de Crawford.

## Demografia
Segundo o censo americano de 2000, a sua população era de 3230 habitantes.
Em 2006, foi estimada uma população de 3497, um aumento de 267 (8.3%).

## Geografia
De acordo com o United States Census Bureau tem uma área de
7,6 km², dos quais 7,6 km² cobertos por terra e 0,0 km² cobertos por água. Cuba localiza-se a aproximadamente 305 m acima do nível do mar.

## Localidades na vizinhança
O diagrama seguinte representa as localidades num raio de 24 km ao redor de Cuba.